# Robert Burnham, Jr.
Robert Burnham, Jr. (* 16. Juni 1931 in Chicago, Illinois; † 20. März 1993 in San Diego, Kalifornien) war ein US-amerikanischer Astronom. Bekannt wurde er durch sein Werk Burnham's Celestial Handbook (Burnhams Handbuch des Himmels).

## Leben
Burnhams Vorfahren stammten aus Deutschland; der ursprüngliche Familienname lautete Bernheim.
Burnhams Familie zog 1940 von Chicago nach Prescott, Arizona, wo er 1949 die Highschool abschloss. Damit endete seine schulische Ausbildung.
Er galt als schüchterne, introvertierte Persönlichkeit, hatte nur wenige Freunde und war nie verheiratet. Den größten Teil seiner Zeit widmete er der Amateurastronomie, wobei er den Himmel mit einem selbstgebauten Teleskop beobachtete.
1957 entdeckte er einen Kometen und wurde der Öffentlichkeit bekannt. Dies führte 1958 zu einer Anstellung am Lowell-Observatorium in Flagstaff, Arizona, wo er an einem Programm zur Untersuchung der Eigenbewegung von Sternen teilnahm. Burnhams Aufgabe bestand darin, fotografische Aufnahmen mittels Blinkkomparator zu untersuchen. Während seiner einundzwanzig Jahre dauernden Tätigkeit am Observatorium entdeckten er und seine Mitarbeiter, u. a. Norman G. Thomas, fünf weitere Kometen (darunter 56P/Slaughter-Burnham) sowie den Asteroiden (3397) Leyla.
In seiner freien Zeit erstellte Burnham eine umfangreiche astronomische Datensammlung, die 1978 als  „Celestial Handbook“ veröffentlicht wurde.
Nach Abschluss des Untersuchungsprogrammes im Dezember 1979 konnte er nicht weiter als Astronom am Observatorium beschäftigt werden. Eine dort angebotene Tätigkeit als Hausmeister lehnte er ab.
Der Verlust seiner Stellung am Observatorium bedeutete für Burnham einen persönlichen, beruflichen und finanziellen Schlag, von dem er sich zeitlebens nicht mehr erholte. Obwohl sich sein Handbuch zunehmend gut verkaufte, verschlechterten sich seine Lebensumstände. Er zog sich immer mehr zurück und litt unter Depressionen.
Obwohl er ein erfolgreicher Buchautor war, verbrachte Burnham seine letzten Jahre verarmt in San Diego, wo er in einem Park selbstgemalte Katzenbilder verkaufte.
Er verstarb einsam im Alter von 61 Jahren. Seine Familie erfuhr erst zwei Jahre später von seinem Tod.
Zu seinem Gedenken wurde der Asteroid (3467) Bernheim benannt. Da bereits ein Asteroid (834) Burnhamia (benannt nach dem Astronomen Sherburne Wesley Burnham, mit dem er nicht verwandt war) existierte, folgt die Bezeichnung dem ursprünglichen Familiennamen.

## Werk
Während seiner Tätigkeit am Lowell-Observatorium trug Burnham umfangreiche astronomische Daten zusammen und veröffentlichte diese ab 1966 im Selbstverlag. 1978 erschien eine überarbeitete Fassung in drei Bänden beim Verlag Dover.
Die Arbeit am Handbuch sowie dessen Veröffentlichung wurden offiziell nie vom Lowell-Observatorium unterstützt.
Das Celestial Handbook ist ein 2.138 Seiten umfassendes Werk, in dem Deep-Sky-Objekte, wie Sterne, Doppelsterne, Veränderliche, Gasnebel, Sternhaufen und Galaxien katalogisiert und teilweise detailliert beschrieben werden. Es enthält mehrere hundert fotografische Aufnahmen, Tabellen und Diagramme. Das Handbuch zählt aufgrund seines Informationsgehaltes zu den Klassikern der astronomischen Literatur. Da die beschriebenen Objekte auch mit kleinen und mittleren Teleskopen beobachtet werden können, wird es von vielen Amateurastronomen genutzt. Es liegt bis heute allerdings nur in englischer Sprache vor.